# شعب حلقي

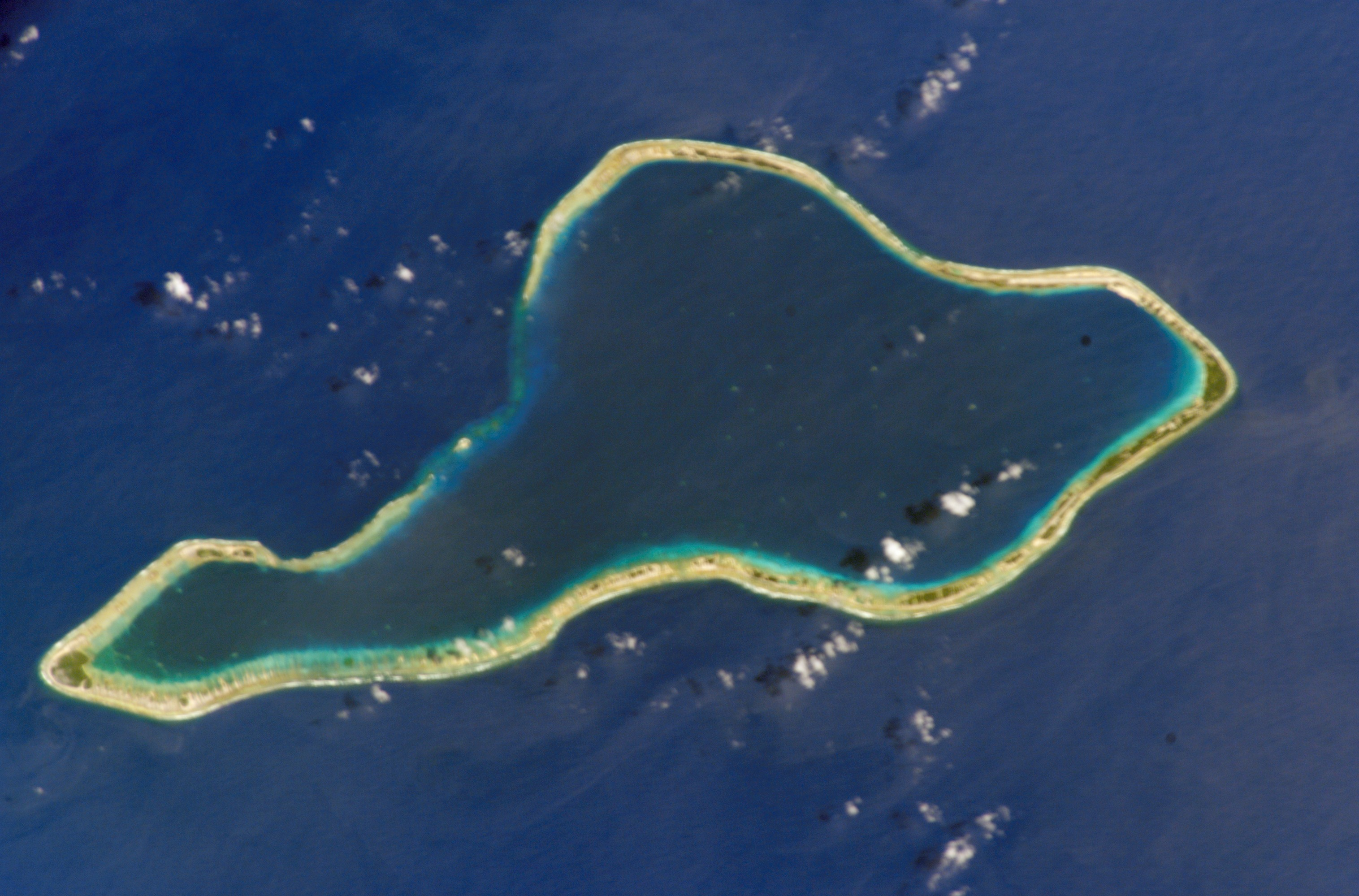
شعب مورورا الحلقي

الشعب الحلقي أو الشعب المرجاني الحلقي أو اختصاراً الحلقيات[بحاجة لمصدر] أو الأَطُول أو الجزيرة المرجانية أو الحلقة المرجانية الأَتُول أو الدَّبَرَة (بالإنجليزية: Atoll)‏ هي جزر تكونت نتيجة تراكم الشعاب المرجانية على صخور بركانية غارقة في مياه المحيط، يستمر نمو هذه الشعب المرجانية وتراكم رمال المحيط حولها حتى تُكوّن جزيرة جديدة. يظهر الشعب الحلقي في هيأة حلقة محيطة بـبحيرة شاطئية مستديرة وسطه. مياه تلك البحيرة الشاطئية قد تكون مياه عذبة أو مسوسية ولكن في الغالب تكون مياهها مالحة.

## معرض صور

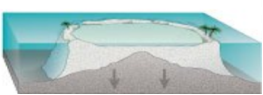
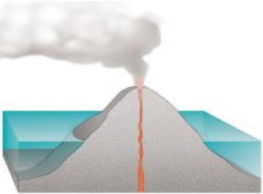
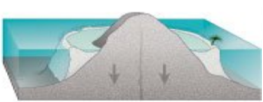
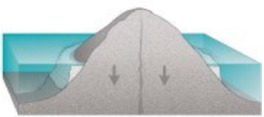

## وصلات خارجية
- فيديو: الشعب الحلقية.